# 作业帮
作业帮是小船出海教育科技（北京）有限公司于2014年1月推出的一款支持Android以及iOS平台的K12在线教育类型的APP。

## 功能
其面對使用智能手机的在校学生，通過手机相机拍照上传作业题目图片，並自动上传检索“题库”中的答案，让使用者快速得到作业答案与解析。并有同步课程的练习题和回答其他使用者的提问来赚取积分兑换实物的功能。作业帮同时设有“学币”这种虚拟货币，可在线充值用于其付费的功能。目前仅支持简体中文，并可使用手机数据网络。
用戶使用作业帮大部分功能都不会被收取费用。其在蘋果公司App Store中被标记为4岁以上下载使用。而其Android版本虽然可以在Google Play中下载，但是经常无法下载或无法使用，必须通过在中国大陆网站下载apk的方式下载该软件Android版本。
2018年7月18日，作業幫正式宣佈完成D輪3.5億美元融資。
作业帮作品：作业帮口算、作业帮直播课、不凡课堂、小鹿写字等内容。